# Now & Then
Now & Then ist ein Musikmagazin, das sich mit Musikthemen befasst, die sowohl in der Vergangenheit als auch heute noch Relevanz besitzen. Der Pilot zu der Sendereihe wurde am 30. Juli 2015 im Bayerischen Fernsehen um 22 Uhr ausgestrahlt und beschäftigte sich mit der Entwicklung des Musikphänomens Disco. Zudem erfolgte eine Ausstrahlung auf den Sendern EinsFestival und EinsPlus. Die Fernsehsendung wird präsentiert von den Moderatoren Fritz Egner und Christina Wolf. Während Wolf sich als Reporterin – sie moderiert außerdem die Sendung Startrampe – vorwiegend mit dem aktuellen Aspekt beschäftigt, greift Fritz Egner auf seine langjährige Erfahrung als Musikjournalist und Radiomoderator vor allem bei Bayern 3 zurück.
Die Sendung richtet sich generationenübergreifend an junge wie auch ältere Zuschauer.
Im Herbst 2016 wurden fünf neue Folgen des Formats ausgestrahlt.

## Folgen
- 1. Folge (30. Juli 2015) über Disco mit Nile Rodgers, Nicky Siano, Frank Farian, Mathias Modica, Giorgio Moroder, Earl Young und weiteren